# Polyplectropus acuminatus
Polyplectropus acuminatus är en nattsländeart som beskrevs av Li och Morse 1997. Polyplectropus acuminatus ingår i släktet Polyplectropus och familjen fångstnätnattsländor. Inga underarter finns listade i Catalogue of Life.